# 题外话
在邮件列表、焦点小组、网络论坛、留言板、新闻组和wiki的討論中，如果有人發表的內容與讨论主題或討論內容無關，则属于發表了离题或無關內容。
即使在非常专业的论坛上，與論壇討論的主題無關的帖子也不一定会被刪除或遭人反對，但依據常見的網路規範，有人會用“OT”（Off topic）来标记離題帖子或电子邮件 ，例如在讨论Linux操作系统的论坛上，有人可能会發佈這樣的內容：“OT：哇，你感觉到地震了吗？” 
若為了故意激怒論壇中的其他用戶而發表离题內容則是一种網路白目行为。